# Saursfjorden
Saursfjorden er en fjordarm af Leinesfjorden i Steigen kommune i Nordland fylke i Norge. Den går seks kilometer i nordøstlig retning til Saursfjordelvens udløb ved bebyggelsen Saursfjord i bunden af fjorden.
Fylkesvej 635 går langs nordsiden som har en spredt bebyggelse på det lavtliggende landbrugs- og moseområde. Saur og Saursfjorden er de eneste bebyggelser. Leinesfjord ligger på et næs som skiller Botnfjorden fra den indre del af Leinesfjorden. Fra næsset og vestover går der  et bælte af holme og små øer som videre danner den ydre del af indløbet på sydsiden af Saursfjorden.